# Árboles de la vida

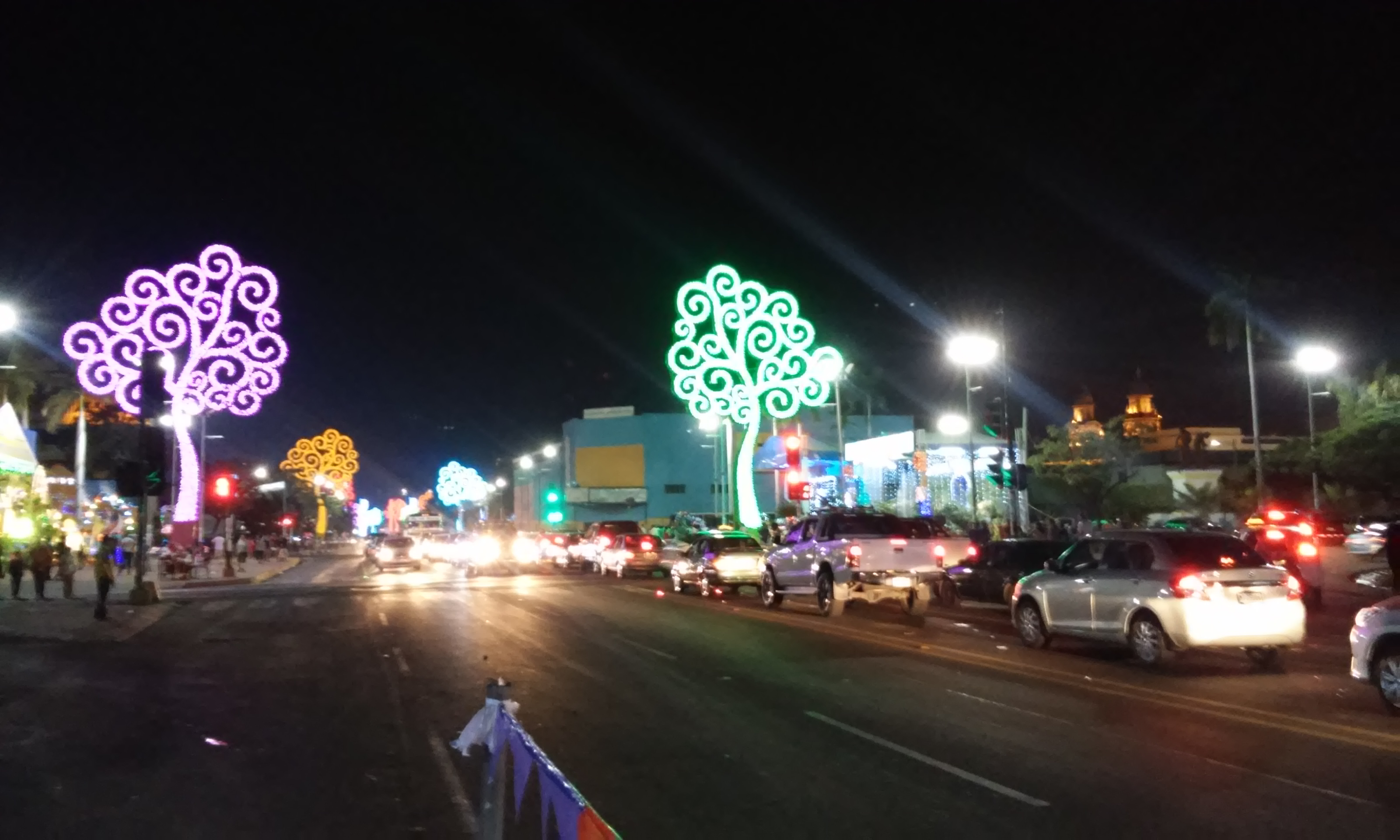
Árboles de la vida artificiales iluminando la Avenida Bolívar de Managua, 2016.

Los Árboles de la vida son instalaciones metálicas de arte público ubicadas en diferentes sitios de Managua, capital de Nicaragua. Erguidos en 2013 para conmemorar el 34º aniversario de la Revolución Sandinista, los Árboles de la vida, también llamados «Chayopalos» (por Rosario «Chayo» Murillo) o «Arbolatas», son un proyecto de embellecimiento de la ciudad de Managua auspiciado por la primera dama nicaragüense Rosario Murillo, quien también se desempeña como vicepresidenta del país desde 2017.

## Historia

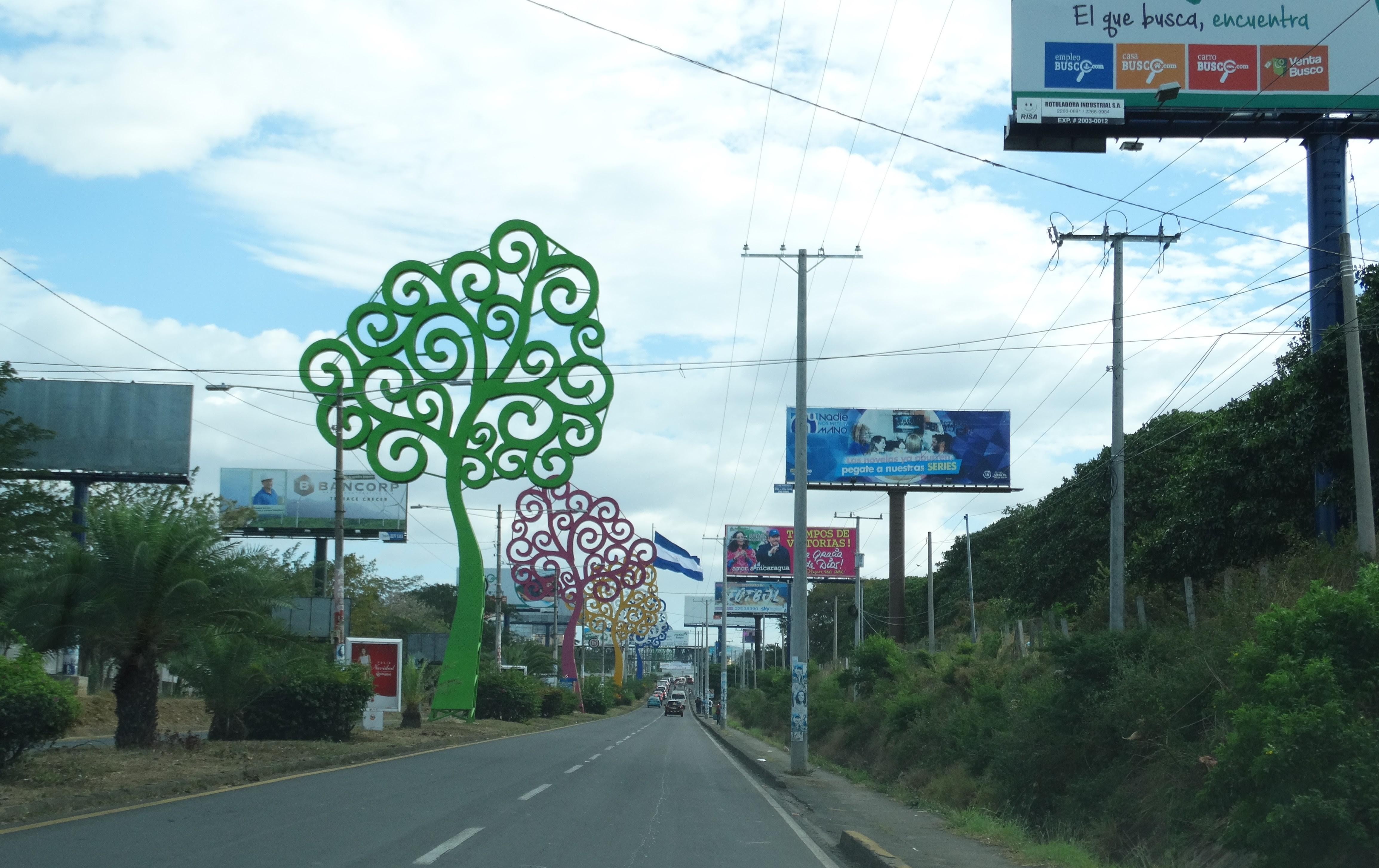
Árboles de la vida artificiales en una calle de Managua, Nicaragua, algunos fueron derribados durante las protestas de 2018.

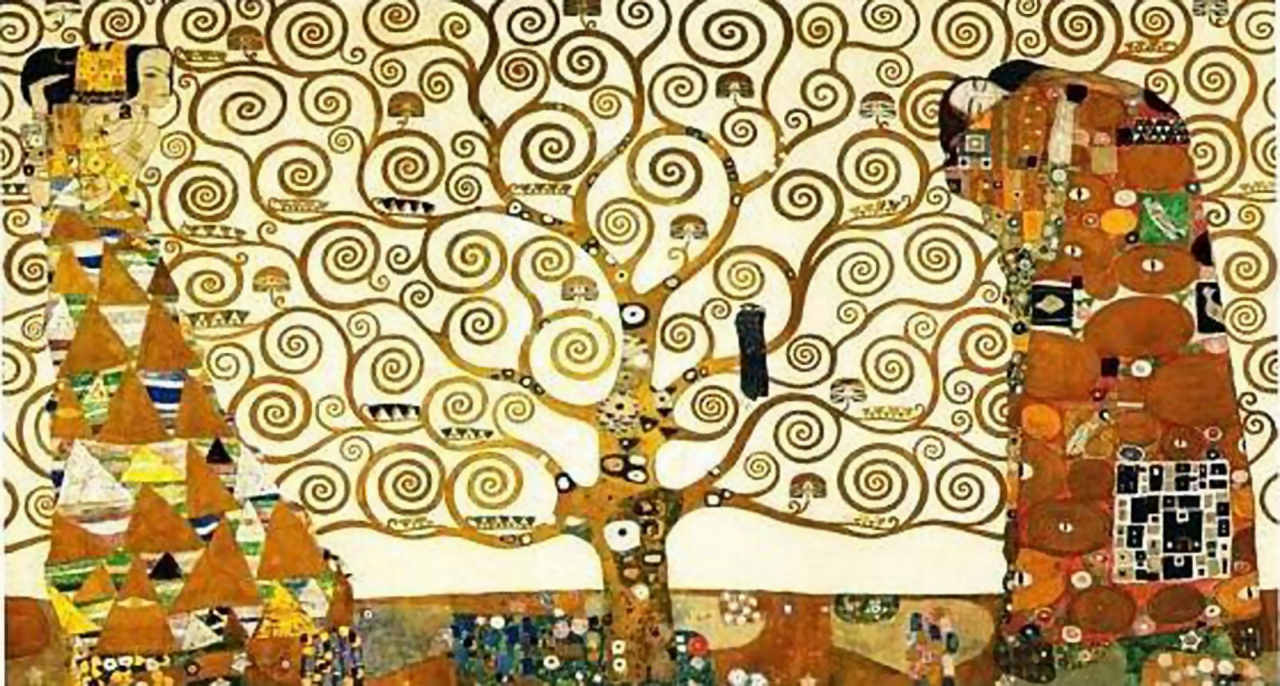
Árbol de la vida de Klimt (1909), modelo para los árboles nicaragüenses.

La instalación de los Árboles de la vida comenzó a mediados de 2013 en diversos sitios de la capital nicaragüense. Los 170 árboles distribuidos por la ciudad en rotondas y grandes avenidas, están hechos de metal y los decoran 2,5 millones de pequeñas bombillas en total. Miden desde 42 hasta 56 pies de altura, cuestan entre $20,000 (USD) y $25,000 (USD) por pieza y consumen en total $1 millón (USD) en electricidad por cada año.
Los árboles bordean calles y parques de Managua y algunos acompañan a otras esculturas, como la estatua iluminada del expresidente de Venezuela Hugo Chávez en la rotonda de Managua que lleva su nombre, cuya construcción costó $1,1 millones, o la del revolucionario nicaragüense Augusto Sandino (tío abuelo de Murillo), ubicada en el escenario de la sala de conciertos al aire libre conocida como Concha Acústica.
La recepción de los Árboles de la vida suscitó opiniones encontradas. Un observador los comparó con las fastuosas catedrales católicas construidas en el período colonial, diciendo que «estas vibrantes obras públicas han iluminado drásticamente las calles de Managua, en un tiempo relativamente corto». Sin embargo, otros espectadores y ciudadanos de Nicaragua los han llamado «chillones» y causantes de la contaminación visual de la ciudad.
Existen diversas especulaciones sobre la fuente de inspiración de su diseño, que van desde el famoso cuadro del pintor austríaco Gustav Klimt, «Árbol de la vida» o la semejanza de las enroscadas hojas metálicas con el alfabeto hebreo y sus posibles conexiones con la Cábala judía, hasta con el ojo de Horus, o con el número 6 asociado con el demonio. Incluso se ha propuesto que son una expresión de las creencias filosóficas de Murillo, su espíritu de la nueva era y sus gustos por los atuendos coloridos, los accesorios y los amuletos.

## Protestas en Nicaragua de 2018
Los «Árboles de la vida», se convirtieron en el blanco de ataques de manifestantes durante las protestas en contra de las reformas al sistema de Seguridad Social y Pensiones planteadas en 2018. Los árboles se asociaron como un símbolo de poder del gobierno de Daniel Ortega y su esposa y vicepresidenta, Rosario Murillo.
Las reformas no fueron llevadas a cabo pero durante los meses de abril y mayo de 2018, los manifestantes derribaron y quemaron cerca de 30 árboles de la vida de los casi 200 que fueron erigidos en la ciudad.